# Projekt Darien

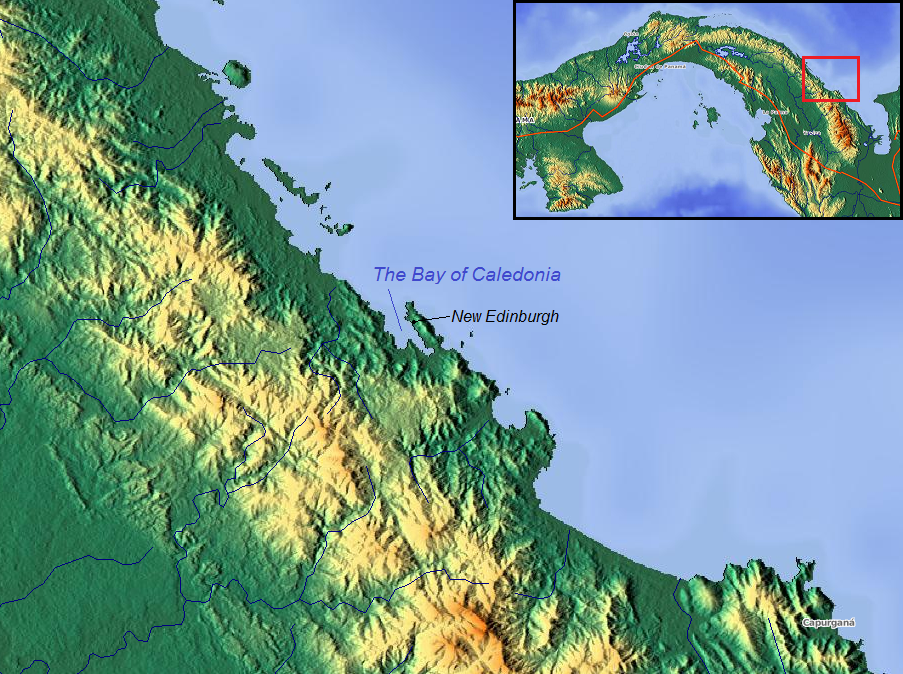
Mapa przesmyku Darien, na którym leżała kolonia

Flaga Szkockiej Kompanii Handlu z Afryką i Indiami

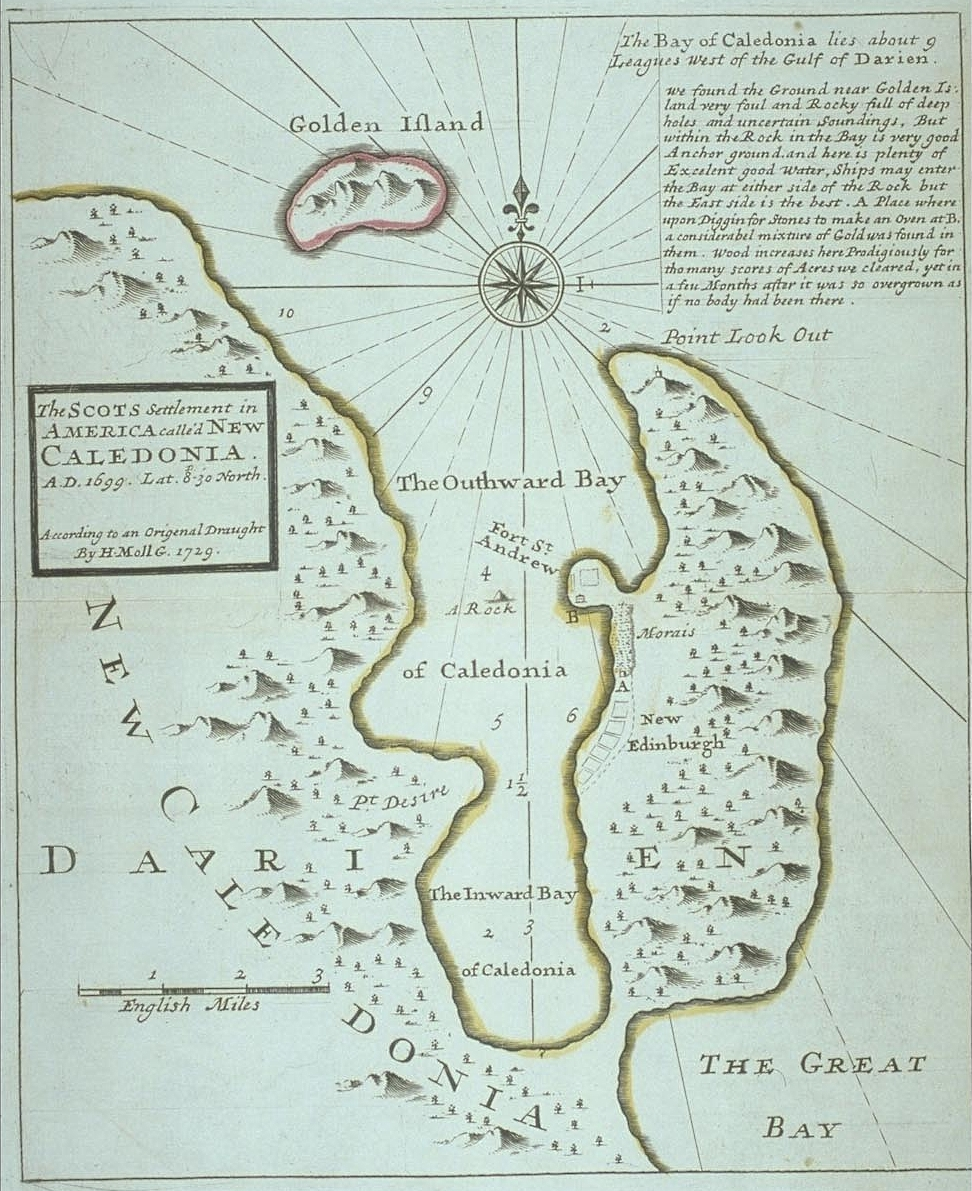
Mapa Nowej Kaledonii z widocznymi osadami i fortami New Edinburgh i New St. Andrews

Projekt Darien (ang. Darien Scheme) – nieudany kolonizacyjny projekt Królestwa Szkocji z przełomu XVII i XVIII wieku, który spowodował katastrofę finansową w Szkocji i przyczynił się pośrednio do przemiany personalnej unii angielsko-szkockiej w unię realną.
Wąski Przesmyk Panamski między Atlantykiem a Pacyfikiem był potencjalnie bardzo korzystnym miejscem do założenia bazy do handlu zamorskiego, między Europą, Azją i Ameryką. Projekt takiej bazy bardzo popierał wybitny ekonomista William Paterson. Anglia i Holandia nie podjęły się zadania, natomiast wzbudził on wielki entuzjazm w Szkocji.
Projekt kompanii handlowej powstał w 1693 roku: planowano pozyskać 300 tys. funtów od inwestorów w Szkocji i drugie tyle w Anglii. Company of Scotland for Trading with Africa and the Indies (Szkocka Kompania Handlu z Afryką i Indiami), powstała w dwa lata później, otrzymała szerokie przywileje od szkockiego parlamentu. Zaniepokojona powstaniem możliwej konkurencji Brytyjska Kompania Wschodnioindyjska wpłynęła na króla Wilhelma III, który (jako stadhouder Holandii) zakazał sprzedaży holenderskich statków Szkotom i zniechęcał europejskich bankierów do inwestycji. Także angielscy kupcy zrezygnowali z planów inwestycyjnych. Publiczna zbiórka funduszy, zorganizowana na fali szkockiego patriotyzmu, była wielkim sukcesem – w Szkocji zebrano ok. 400 tys. funtów szterlingów, co stanowiło ok. połowę całej gotówki dostępnej w kraju. Wyekwipowana za te pieniądze, licząca 1200 osób ekspedycja w listopadzie 1698 roku dotarła do przesmyku, założyła port i wybrała miejsce na dwa miasta – New Edinburgh i New St. Andrews. Kolonia miała nosić nazwę Nowa Kaledonia.
Szkocka osada znajdowała się w strategicznym miejscu, nad zatoką Darién, blisko ważnych hiszpańskich baz Cartageny, Panamy i Portobelo, dlatego hiszpańskie władze kolonialne potraktowały ją jako duże zagrożenie. Kolonia początkowo rozwijała się pomyślnie, a Szkoci nawiązali dobre kontakty z lokalnymi Indianami.
Hiszpańskie władze kolonialne zmobilizowały wojska i flotę, częściowo wykorzystując siły zebrane dla przeciwdziałania francuskim próbom osadnictwa w Pensacoli, a częściowo zwołane specjalnie przeciw Szkotom. Pierwsze natarcie sił liczących ok. 1200-1500 żołnierzy, pozbawione wsparcia floty, nie powiodło się i ekspedycja zawróciła do Panamy w kwietniu 1699 roku.
Mimo początkowych sukcesów, braki w zaopatrzeniu, choroby i wewnętrzne konflikty spowodowały upadek kolonii. Pozostali przy życiu koloniści w lipcu 1699 roku odpłynęli na trzech małych statkach. Nieco później do opuszczonej kolonii przybyły ze Szkocji kolejne dwa i cztery statki, z chorymi i wyczerpanymi załogami. Z kolei Hiszpanie, nie zdając sobie sprawy z faktu porzucenia kolonii, mobilizowali siły lokalnie, a z Hiszpanii wysłali dwa okręty z posiłkami i sprzętem oblężniczym (m.in. oddziałami grenadierów i moździerzami). Uruchomili też szeroką akcję rekrutacyjną, której celem było zgromadzenie przeciw szkockiej kolonii sił liczących ok. 4900 żołnierzy i kilkunastu okrętów. Opóźnienia organizacyjne spowodowały, że główne siły hiszpańskie przybyły do Panamy we wrześniu 1700 roku.
W międzyczasie, wiosną 1700 roku, lokalne oddziały, którymi dowodził Juan de Pimienta, ze wsparciem floty obległy szkockie forty. Mimo niewielkich sukcesów militarnych odniesionych przez ostatnie przybyłe do kolonii oddziały pod dowództwem Alexandra Campbella, Hiszpanie przełamali obronę i w kwietniu Szkoci poddali się i ewakuowali kolonię ostatecznie. Campbell z garstką towarzyszy zdołał odpłynąć na niewielkim statku. Przybyłe z Hiszpanii oddziały, nie mając już z kim walczyć, w listopadzie odpłynęły do metropolii, pozostawiając wzmocnienia lokalnych garnizonów.
Próba założenia kolonii skończyła się całkowitą porażką ze względu na trudne warunki, złą organizację, hiszpańskie przeciwdziałanie wojskowe i szeroką akcję dyplomatyczną oraz niechęć Londynu. Ponad 150 tys. funtów (ok. 1,8 mln ówczesnych funtów szkockich), niemal 1/4 dostępnej w Szkocji gotówki, przepadło bezpowrotnie. Aczkolwiek udział Anglii w klęsce kolonii wywołał silne nastroje antyangielskie, problemy ekonomiczne stawiały pod znakiem zapytania szkocką niezależność, a obietnica zrekompensowania strat poniesionych w związku z projektem Darien przez stronę angielską, pchnęła wielu szkockich parlamentarzystów (którzy, jako najwięksi udziałowcy, byli najbardziej stratni) do poparcia aktu unii z 1707 roku łączącego korony szkocką i angielską.